# Hofkrijgsraad

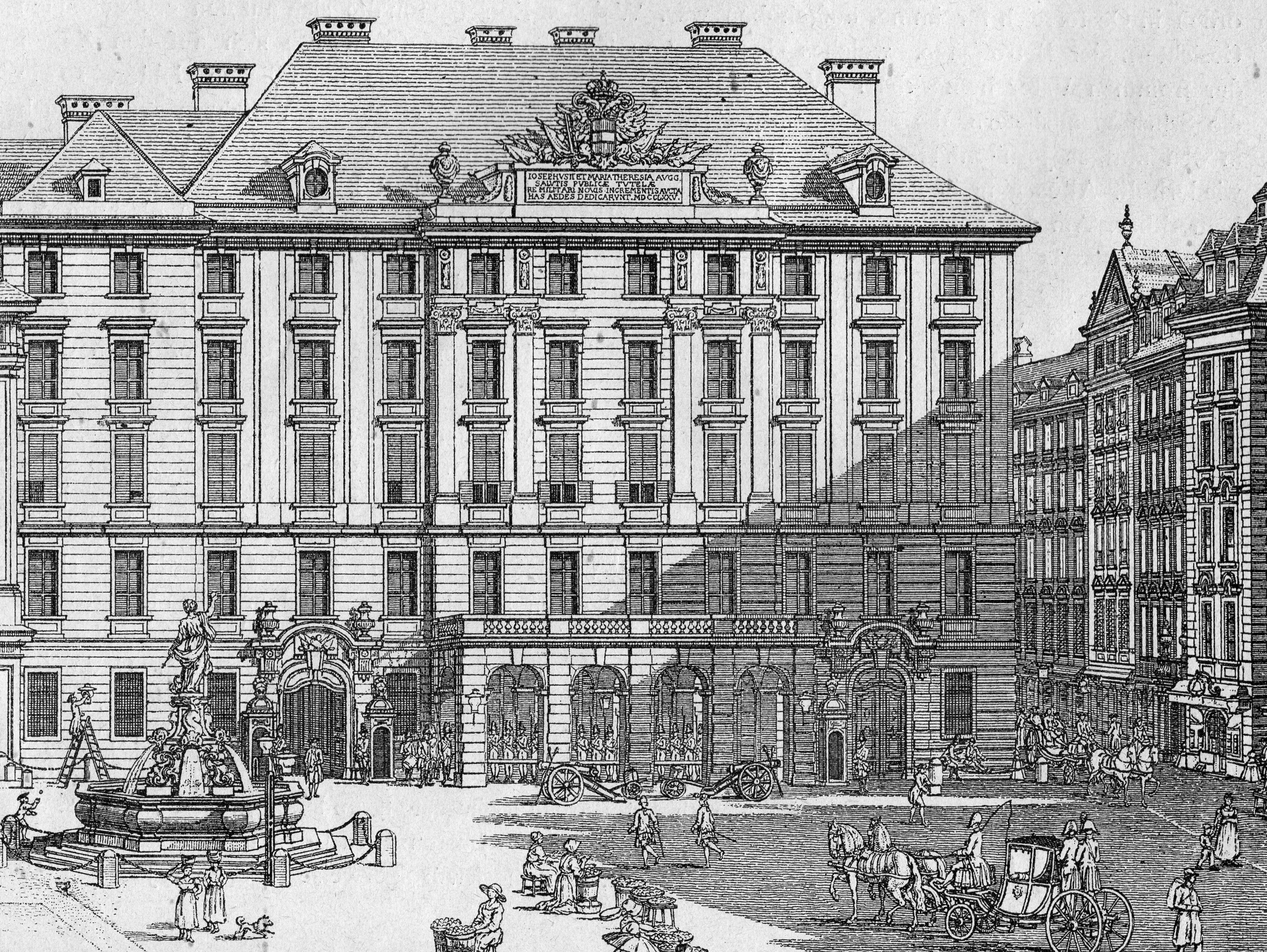
Gebouw van de Hofkrijgsraad Am Hof in Wenen in 1775

De Hofkrijgsraad (Duits: Hofkriegsrat, tot 1564 Steter Kriegsrat) was de centrale militaire bestuursinstelling van de Habsburgse monarchie van 1556 tot 1848. Hij was de voorloper van het Oostenrijkse (Oostenrijks-Hongaarse) ministerie van Oorlog. Deze oorlogsraad stond direct onder het gezag van de Habsburgse keizer en zetelde in Wenen.

## Geschiedenis
Al rond 1500 riep keizer Maximiliaan I oorlogsraden bijeen. Deze raden werden aanvankelijk regiment genoemd, en later geheime plaats, landsregering, hofraad of staadsraad. In 1529 werd het noodzakelijk beschouwd om een onafhankelijke oorlogsraad op te richten, maar de onderhandelingen hierover waren lange tijd vergeefs. In 1531 vaardigde aartshertog Ferdinand I een instructie uit in Linz, die de oprichting van een onafhankelijke krijgsraad beval, bestaande uit vier raadsleden.
Op 17 november 1556 werd onder Ferdinand I de Permanente Krijgsraad ("Steter Kriegsrat") opgericht, bestaande uit vijf generaals en topambtenaren. Deze raad bestuurde het hele Habsburgse oorlogswezen in oorlog en vrede en besliste over vestingbouw, bewapening, soldij, bevoorrading, en ook de planning en uitvoering van oorlog. Daarnaast stond hij in voor het burgerlijke en militaire bestuur van Kroatië. In december dat jaar werd alle militaire instanties bevolen zich onder de Krijgsraad te schikken. De titel Hofkrijgsraad werd voor het eerst gebruikt in 1564. De Hofkrijgsraad stond in directe verbinding met de Hofkamer (de centrale financiële instantie van de Habsburgse monarchie) en de Rijskhofkanselarij als instelling van politieke coördinatie. 
Met de oprichting van een keizerlijk staand leger in de 17 eeuw, werd de Hofkrijgsraad de bestuursinstelling, belast met het beheer van dit leger. Hij diende als centraal militair agentschap en militaire kanselarij, zorgde voor personeel voor de keizer en stuurde de leger te velde aan. Bovendien onderhield hij betrekkingen met het Ottomaanse Rijk en bestuurde hij de Militaire Grens.
Alle generaals moesten toelating vragen voor alle strategische beslissingen, behalve de generalissimus. Deze regel faciliteerde gecoördineerde actie, maar toonde zich nadelig ten opzichte van agressievere tegenstanders, zoals de Pruisische koning Frederik de Grote. Keizer Keizer Jozef II voerde de centralisatie van de Hofkrijgsraad verder door. Toen keizer Frans II zijn broer aartshertog Karel van Oostenrijk-Teschen aanstelde als voorzitter van de Hofkrijgsraad, verdeelde deze de instelling op in drie departementen, bevoegd voor respectievelijk militaire, juridische en bestuurlijke aangelegenheden.
Na de napoleontische oorlogen bleef de Hofkrijgsraad, als een van de vier componenten van de Staadsraad, het bestuur over het oorlogswezen uitoefenen volgens de wil van de Oostenrijkse keizer. De instelling was bureaucratisch en beslissingen werden vaak genomen na lange discussies of correspondentie. Daar waar de voorzitters altijd officiers waren, waren de afdelingshoofden vaak burgers, waardoor er een spanningsveld ontstond tussen beiden. Militairen waren vaak gefrustreerd door de inmenging van wat Radetzky burgerlijk "despotisme" zou noemen. Een bijkomend probleem diende zich aan in het feit dat terwijl de generale staf in andere landen (in eerste instantie Pruisen) aan belang won, de generale staf in Oostenrijk een afdeling ondergeschikt aan de Hofkrijgsraad was.
In 1833 besliste de Hofkrijgsraad dat alle soldaten in het keizerlijke leger die tot Mazzini's Jong Italië-beweging hoorden, schuldig waren aan hoogverraad en voor de militaire rechtbank moesten verschijnen. In de jaren 1840 deed hij zelfs onderzoek naar de van oudsher Habsburg-getrouwe Zuid-Slavische Grenzer uit de Militaire Grens, maar besloot dat deze waarschijnlijk zouden handelen zoals bevolen, in het bijzonder in operaties tegen de Hongaren. Ten tijde van de aanzwellende nationalistische onrusten die leidden tot de revoluties van 1848, deed de Hofkrijgsraad onderzoek naar de betrouwbaarheid van eenheden van twijfelachtige trouw. 
Per 1 juni 1848 werd de Hofkrijgsraad omgevormd tot het Oostenrijkse ministerie van Oorlog. Na de Ausgleich in 1867, werd het een van de drie Oostenrijk-Hongaarse ministeries.